# On se ressemble toi et moi
Singles de France Gall
On se ressemble toi et moi
(1965) Baby pop
(1966)
On se ressemble toi et moi est une chanson de France Gall. Elle est initialement parue en 1965 en EP et ensuite en 1966 sur l'album Baby pop,.

## Développement et composition
La chanson a été écrite par Robert Gall et Claude-Henri Vic. L'enregistrement a été produit par Denis Bourgeois.

## Liste des pistes
EP 7" 45 tours L'Amérique / On se ressemble toi et moi / Nous ne sommes pas des anges / Le temps de la rentrée (1965, Philips 437.125 BE, France)
A1. L'Amérique (2:15)
A2. On se ressemble toi et moi (2:40)
A3. Nous ne sommes pas des anges (2:40)
A4. Le temps de la rentrée (1:40)
Single promo 7" 45 tours (1966, Philips B 373.658 F, France)
1. L'Amérique (2:15)
2. Nous ne sommes pas des anges (2:40)[3]

## Classements
L'Amérique / On se ressemble toi et moi / Nous ne sommes pas des anges / Le temps de la rentrée,,,
| Classement (1965)                       | Meilleure position |
| --------------------------------------- | ------------------ |
| Belgique (Wallonie Ultratop 50 Singles) | 32                 |